# XXX Українська антарктична експедиція
XXX Українська антарктична експедиція (УАЕ) — 30-та наукова експедиція на українську антарктичну станцію «Академік Вернадський» у період з березня 2025 по квітень 2026 року.

## Експедиція

### Підготовка експедиції
XXX УАЕ стартувала 8 березня 2025 року, саме цього дня її учасники та учасниці відбули з Києва на станцію «Академік Вернадський».
Згідно плану, експедиція автобусом дістанеться Польщі, а звідти літаками — Південної Америки. Потім на борту криголама «Ноосфера» експедиція вирушить до Антарктики через найбурхливішу в світі протоку Дрейка. 
На станції «Академік Вернадський» УАЕ має замінити попередню XXIX УАЕ та пропрацювати в Антарктиді до квітня 2026 року.

### Склад експедиції
У складі XXX УАЕ — 13 учасників та учасниць, зокрема 8 вчених, лікарка, кухарка, сисадмін, системний механік та дизеліст-електрик.
Склад XXX УАЕ було оголошено 27 лютого 2025 року, до її складу увійшли:
Науковці: 
- Олександр Полудень, керівник експедиції, метеоролог, п’ять річних експедицій (Черкащина);
- Олексій Мельничук, метеоролог (Житомирщина);
- Роман Глущенко, метеоролог (Київ);
- Альберт Грабовецький, геофізик (Дніпро);
- Андрій Сопін, геофізик, чотири річні експедиції (Харків);
- Тарас Перетятко, біолог, одна річна експедиція (Львів);
- Єлизавета Сафонова, біологиня (Одеса);
- Зоя Швидка, біологиня (Київ).

Команда життєзабезпечення: 
- Юлія Тихонович, лікарка (Полтавщина);
- Олена Лещенко, кухарка, одна сезонна експедиція (Полтава);
- Юрій Шовкалюк, системний механік, дві сезонні експедиції (Київщина);
- Єгор Звержинський, дизеліст-електрик (Полтавщина);
- Євген Шаталов, системний адміністратор (Київ).

### Хід експедиції
15 березня 2025 року, як повідомив Національний антарктичний науковий центр, XXX УАЕ прибула на антарктичну станцію «Академік Вернадський». Окрім розвантаження річного запасу продуктів та інших необхідних речей, розпочато передачу справ від XXIX УАЕ до нової, XXX експедиції.
22 березня 2025 року на станції «Академік Вернадський» завершилася ротація річних експедицій. XXIX УАЕ, після року роботи в Антарктиді, вирушила до України, а до виконання запланованих наукових завдань на станції стала команда XXX УАЕ.
2 травня 2025 року українські вчені XXX УАЕ, що ведуть постійне спостереження за геофізичними процесами, зафіксували сильний землетрус магнітудою 7,4 балів (за шкалою Ріхтера), який стався в районі протоки Дрейка, поблизу узбережжя Аргентини та Чилі. Згідно з даними Геологічної служби США (USGS), епіцентр землетрусу знаходився під дном Атлантичного океану, приблизно за 219 км на південь від аргентинського порту Ушуаї. Зафіксовані підземні поштовхи стали черговим свідченням високої ефективності українських досліджень у глобальному моніторингу природних явищ.
На початку червня 2025 року, від XXX УАЕ надійшло повідомлення, що вже близько місяця поблизу станції дрейфує велетенський айсберг, довжина якого складає - 1285 м, висота видимої частини айсберга - 80 м, ширина - близько 90 м. За ініціативи українських полярників айсберг отримав назву — Маґура.
В липні 2025 року біологам XXX УАЕ вдруге в історії українських антарктичних досліджень вдалося відібрати зразок тканин за допомогою біопсії в косатки.

### Цікаві факти
Наприкінці квітня 2025 року учасники XXX УАЕ та члени команди судна «Ноосфера» взяли участь в колаборації бренду Brushme та Національного антарктичного наукового центру «Розфарбовуємо Антарктиду разом». Відтепер у всіх охочих з'явилася можливість не лише відчути себе учасником експедиції на краю світу, а й допомогти «бойовим пінгвінам» — українським полярникам, що воюють на фронті. 10 % від продажів колекції, компанія Brushme передасть на їхні потреби.